# Linus Sköld
Linus Alexander Sköld, född 7 juli 1983 i Östra Klagstorps församling i Malmöhus län, är en svensk socialdemokratisk politiker, som sedan 2015 är riksdagsledamot. Han tjänstgör som ledamot i Utbildningsutskottet och Valprövningsnämnden samt som suppleant i Kulturutskottet. Linus Sköld är uppvuxen i Trelleborg och flyttade till Älvsbyn i Norrbotten år 2010.
Linus Sköld är invald för Norrbottens läns valkrets.
Han är utbildad lärare för grundskolans senare år i ämnena svenska och kultur- media- estetik. Linus Sköld har arbetat som rektor inom grundskolan sedan ht 2012. Han sitter i kommunfullmäktige i Älvsbyn och var ordförande i Älvsbyns arbetarekommun under 2018.